# Коллери, Роже де
Роже́ де Коллери́ (фр. Roger de Collerye), по прозвищу Роже Бонта́н (Roger Bontemps; 1468 год, Париж — 1536 год) — французский поэт XV—XVI веков; был священником и секретарём Осерских епископов фр. Jean III Baillet (епископ с 1477 по 1513 гг.) и фр. François de Dinteville (1513—1530) в Бургундии. Славился своим весёлым балагурством; в Осере под прозвищем Роже Весельчака (Роже Бонтан) был душой шуточного общества, где в сатирических перепалках избирали «аббата придурков» (abbé des fous).
Писал стихотворения в духе Вийона, а также прозу.
Персонаж Роже Весельчака (Роже Бонтан) — добродушно-жизнерадостного, неунывающего, беззаботного толстяка — был подхвачен в XIX веке П. Ж. Беранже, став героем его одноимённой популярной песни 1814 года (в русском переводе В. Курочкина «Бедный чудак»).

## Первые публикации
Впервые собрание его текстов было напечатано в 1536 году; в XIX веке сборник был переиздан в «Collection Janet» (1855), с предисловием д’Эрико (Charles d’Héricault).